# 郭燦
郭燦（?—?），四川資州（今四川省資中縣）人，清朝政治人物、進士出身。

## 歷史沿革
光緒十九年，中舉；光緒二十年，登進士，同年五月，以主事分部学习；后授刑部河南司幫稿。光緒二十九年，署雲南按察使。宣統元年，任雲南提學使、雲南禁煙局總辦。